# テーブルウェア

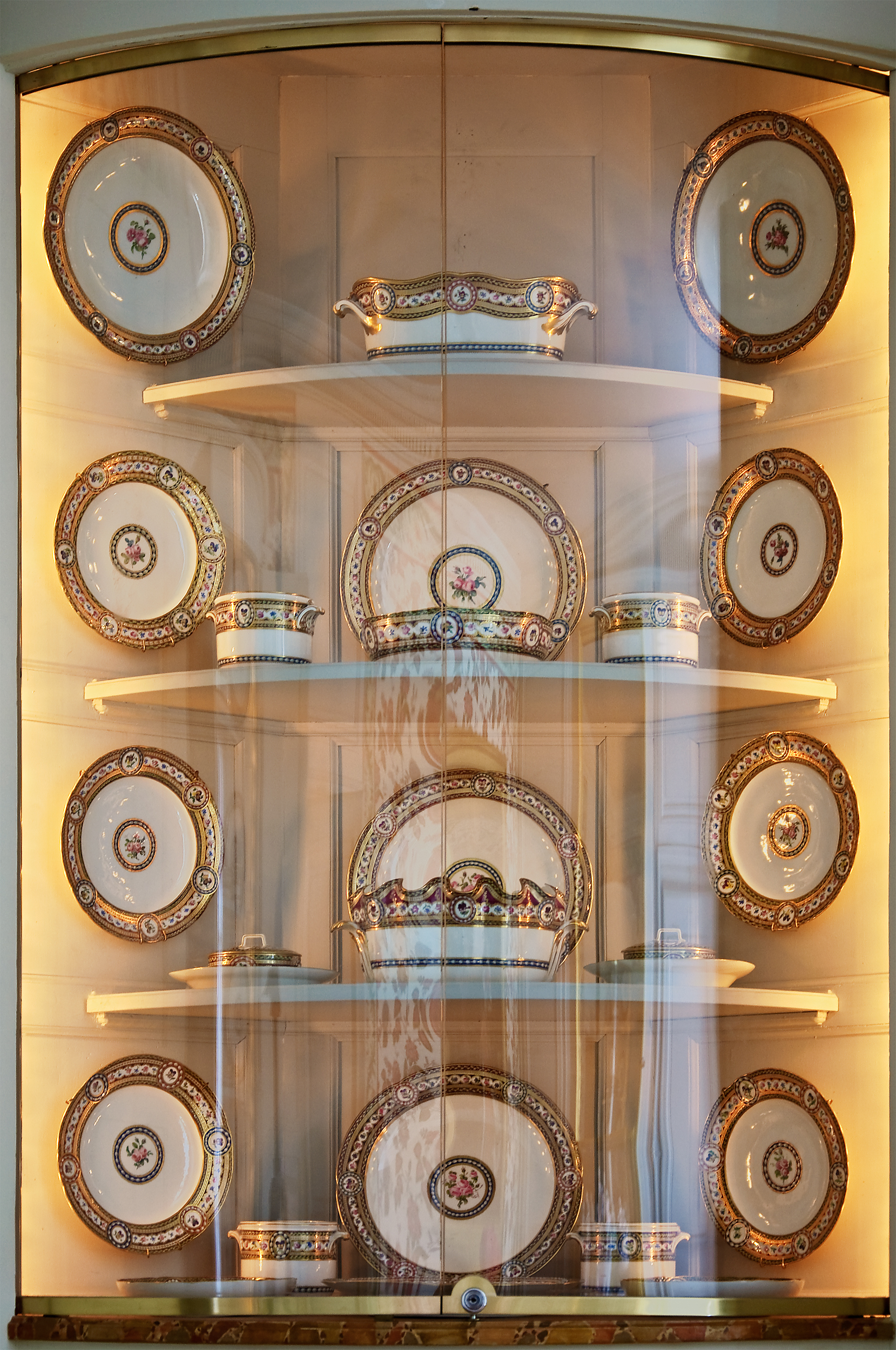
王妃マリー・アントワネットのために作られたセーヴル美術館の食器一式（1784年）、フランス ヴェルサイユ宮殿

テーブルウェア（英語: Tableware）とは、食卓に食べ物や飲み物を供するために使う食器類である。テーブルウェアにはカトラリーやガラス食器（グラスウェア）も含まれる。分類、種別、個数はそれぞれの文化、地域、および料理において様々である。

## 名称（米国、英国、アイルランド）
アメリカ合衆国では、テーブルウェアをより一般的にディナーウェア（米: dinnerware）と呼ぶ。ディナーウェアにはガラス食器が含まれるが、カトラリー（スプーン、フォーク、ナイフ等）は含まない。イギリスでは、陶磁器の食器類をクロッカリー（英: crockery）と呼ぶことがある。アメリカ合衆国では、陶磁器のディナーウェアをチャイナ（米: china）と呼ぶ。食器類一式は、英語でtable service またはservice set と呼ぶ。テーブルセッティング（Table setting またはプレースセッティング、place setting）は、正餐または日常の食事で一人分の皿、カラトリー、ガラス食器一式を並べること（配膳）を示す。アイルランドでは、食器類をdelph と呼び、ベリーク (Belleek Pottery) 磁器のような高級品をchina と呼ぶ。delph という単語は、デルフト陶器から派生したdelf の発音表記綴りである。
イギリスでは、食事を供することをSilver service またはbutler service と呼ぶ。

## 歴史

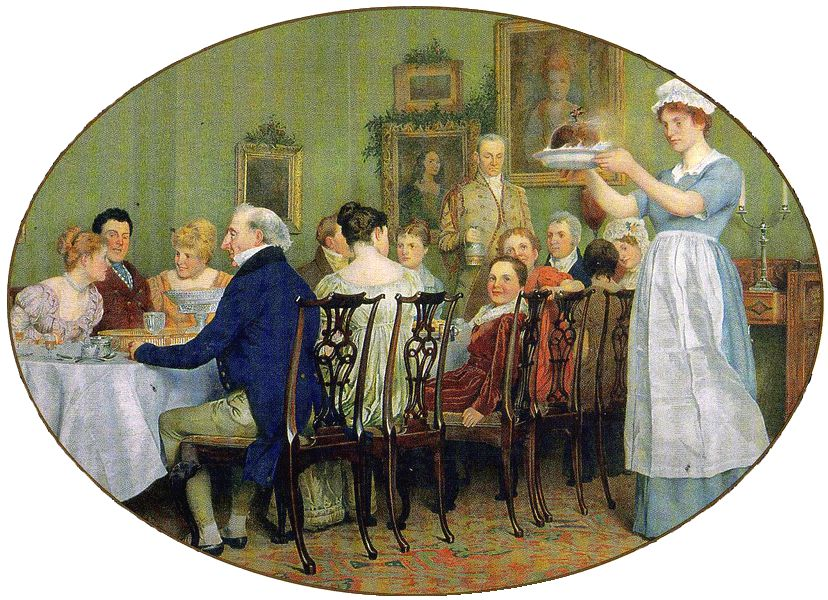
チャールズ・グリーン作「クリスマスは年に一度しか来ない」（19世紀初頭ヴィクトリア朝のクリスマス祝祭、ダイニングテーブルにプディングを運ぶ召使いの様子を描く）

テーブルウェア（tableware）という用語は1766年に、ディナーウェア（dinnerware）は1946年に最初に使われた。

## ディナーウェア
食器は通常、土器、炻器、ボーンチャイナ、磁器といったセラミック素材であるが、木材、ピューター、銀、金、ガラス、非晶ポリアリレート、プラスチックのような他の素材で作ることもある。食器は4、8、または12組または個別に販売される。壊れた皿を交換するためなどの個々の食器は、店の「補充品」在庫、または生産終了の場合に骨董店から購入できる。

### 食器の大きさ
食器は製造業者により定められた標準の大きさで販売されている。業界で全体で類似した大きさである。直径の大きい順で、標準サイズは次の通りである。
- チャージャー (Charger) ：12 in (300 mm)
- ディナー皿：10.5 in (270 mm)
- デザート皿：8.5 in (220 mm)
- サラダ皿：7.5 in (190 mm)
- 小皿、茶皿：6.75 in (171 mm)

## テーブルセッティング
テーブルウェアを食卓に並べること、食卓に向かう個別の客向けに食器を並べることをテーブルセッティング (Table setting) と呼ぶ。

### 西洋のテーブルウェア
西洋諸国のテーブルセッティングには、主に2つの方式がある。Service à la russe （フランス語で「ロシア式」）は、食事の各コースが特定の順番で供され、Service à la française （フランス語で「フランス式」）は食事の全てのコースが食卓に並べられ、席に着いた客に同時に供される。Service à la russe はほとんどのレストランでの慣習となり、Service à la française は家庭料理の標準となった。

#### 配膳位置
Service à la russe の食事での配膳の仕方は、食事のコース数により変動する。特定の注文に従ってテーブルウェアを並べる。最初のコースで、食卓についた客は一番外側に並べられたカラトリーを使い始める。各コースが終わると客は使い終わったカラトリーを使った皿またはボウルに置き、ウェイターが食卓から運び出す。次のコースが始まると外側から次のカラトリーを使い、これを繰り返す。ディナー皿の左にはフォーク、右にはナイフ、スプーンは更に右外側に配膳する。

#### 種類と形状
最初に配膳する食器
- ボウル
  - スープボウル、シリアルボウル、パスタボウル、フルーツボウル、およびデザートボウル
- 1人向け蓋付きキャセロール鍋または蓋付きスープ鍋
- 皿
  - チャージャー、ディナー皿、ランチ皿、デザート皿、サラダ皿、小皿
- ソーサー
  - 紅茶用ソーサー、コーヒー用ソーサー、デミタス用ソーサー、クリームスープ用ソーサー

食事中に配膳される食器
- バター皿 (Butter dish)
- キャセロール
- コンポート
- ピッチャーとジャグ
- チョッププレート、サルヴァー (Salver) 、トレイなどの、大皿 (Platter)
- 塩コショウ入れ (Salt and pepper shakers) 、塩入れ (Salt cellar)
- ソースボート (Sauce boat) 、グレイビーボートまたは小型ピッチャー
- 野菜ボウル、サラダボウルなどのボウル
- 砂糖入れ (Sugar bowl) 、クリーム入れ (Creamer)
- ティーポット、コーヒーポット
- チュリーン (Tureen) （スープやシチュー用の蓋付き深皿）
- タジン鍋

ドリンクウェア（飲料食器）
- マグカップ：コーヒー用、紅茶用、ホットチョコレート用
- ワイングラス、ポートワイングラス、ビアグラス、ブランデーグラス、食前酒グラス、リキュールグラス
- 水用、ジュース用グラス、ティーカップ、デミタス

#### カトラリー
正餐の基本配膳は、通常中央にチャージャーに重ねてディナー皿を配膳する。他の場所への配膳は最初のコースがスープかサラダかにより変わる。
- 最初のコースがスープの場合、時計回り配置で、ディナー皿の左に小さなサラダフォークを配膳する。大きなディナーフォークをサラダフォークの左に、小皿をフォークより上側に、ワインまたは水のグラスをディナー皿の右上に、大きなディナーナイフをディナー皿の右に、小さなバターナイフをディナーナイフの右に、ディナースプーンをナイフの右に、スープスプーンをディナースプーンの右に配膳する。
- サラダが最初のコースの場合、スープスプーンが省略される。ディナーフォークはディナー皿のすぐ左に配膳される。サラダフォークは一番左側に配膳される。

いずれの配膳においても、ナプキンはフォークの下に折り畳んで置かれるか、ディナー皿の上に降り立たんで配置される。
多くのコースが供される場合、専用のカラトリーで配膳はより複雑になる。これにはフルーツスプーン、フルーツナイフ、チーズナイフ、ペストリーフォーク (Pastry fork) や他の専用カラトリーが含まれる。過去には、正餐で他の種類のカラトリーが一般的であった。例えば、イギリスのヴィクトリア朝時代の多くでは、最初のコースで魚が一般的だったため、魚用の骨抜きフォークが配膳されていた。

### 中国のテーブルウェア

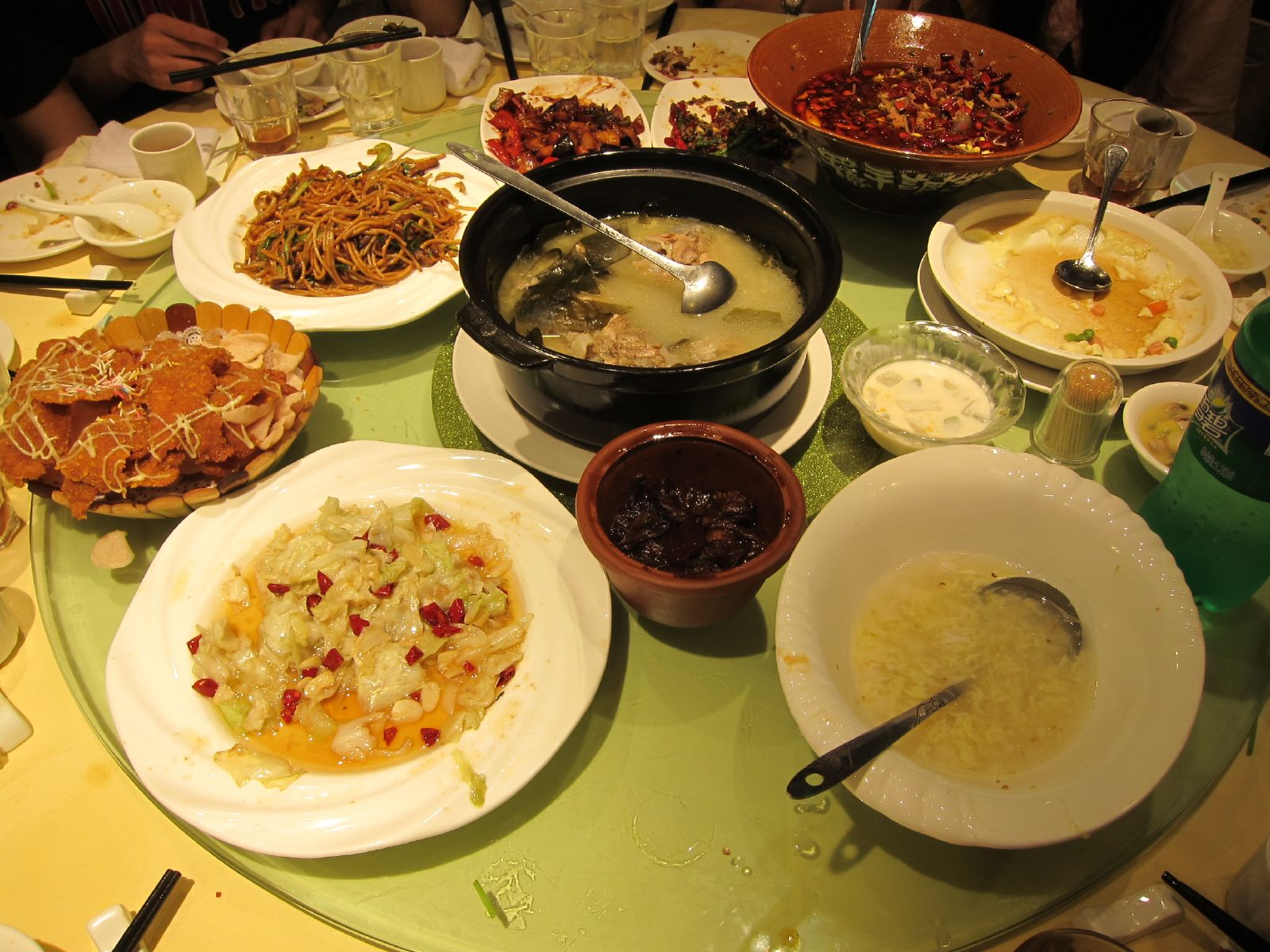
中華料理の団体会食での食器一式

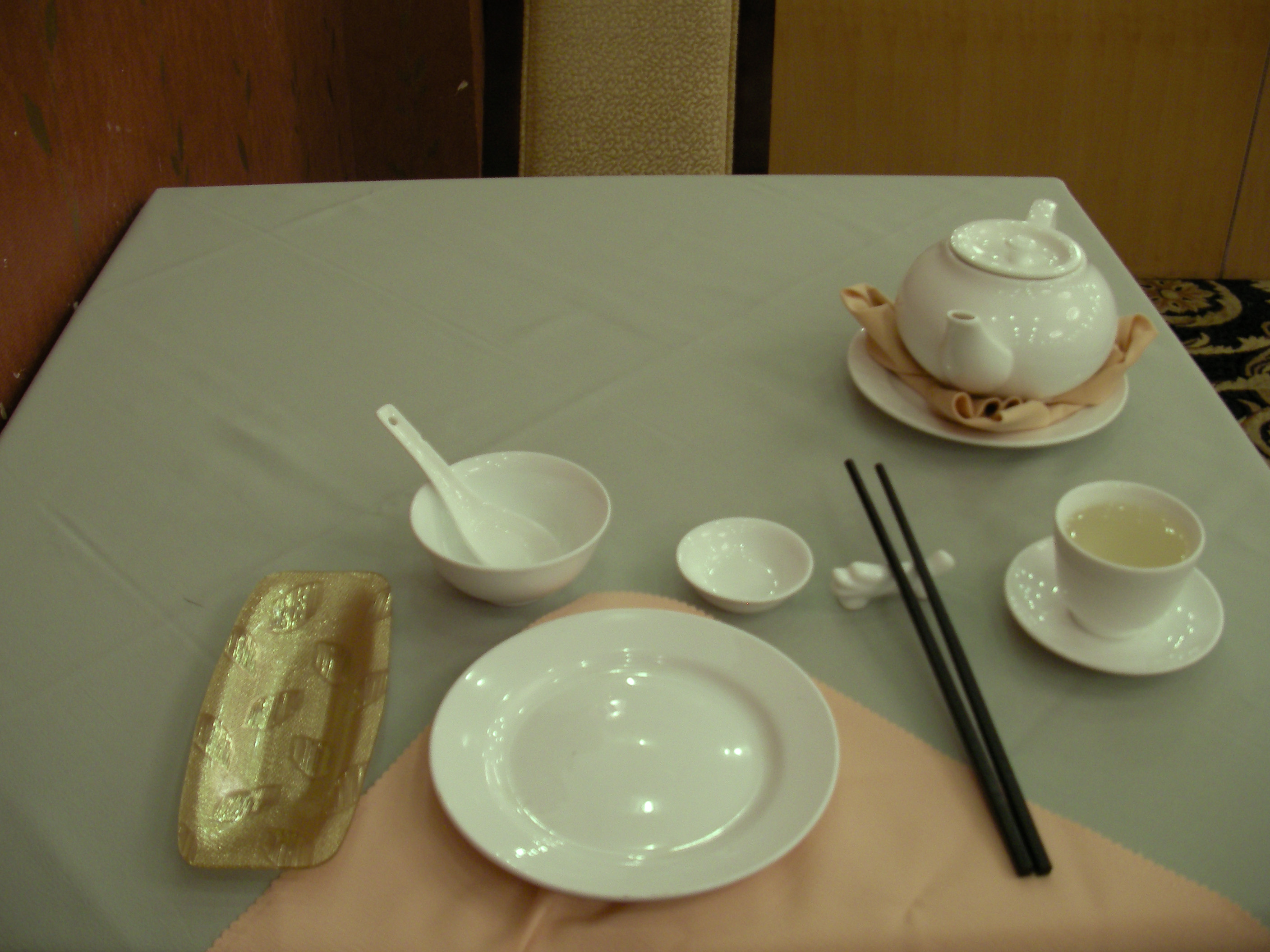
中華料理の食器一式

中国の配膳は伝統的である。日本や他の東アジアにおける配膳の慣習は、中国における配膳の仕方に影響を受けた。中国の配膳は、個々の料理を美しく盛りつけることに重点を置き、通常複数のボウルまたは皿に分けられる。正餐では取り分ける
「ファミリースタイル」を基本に配膳されるが、多くの皿で非常に複雑になる。客が自分の分を選ぶと、ボウルや皿が食卓に配膳される。フォーマルな中華料理レストランは、取り分けしやすいように料理を回転させる大きな回転テーブルを使うことが多い。
家庭の食事は、メイン料理を意味する飯（fàn）と菜（cài）と呼ばれるおかずからなる。典型的な飯は、米や面の炭水化物の料理である。軽い食事の場合、主食とおかず1品ほどを含むこともある。主食は客に直接お椀で供されることが多く、一方、おかずは食卓に配膳された皿から客が選ぶ。
配膳位置

「複雑な」正餐では次のように配膳する。
- 中央の皿：直径約6 in (150 mm)。
- ご飯茶椀：中央皿の右に配膳する。
- 小さな茶椀：皿またはご飯茶椀の上側に配膳する。
- 箸：中央の皿の右に、箸置きに乗せて配膳する。
- れんげ：れんげ置きの上に箸の左側に配膳する。
- 小さな薬味皿：中央皿の上側に配膳する。
- スープ椀：中央皿の左上に配膳する。
- スープ用れんげ：スープ椀の中。

### 日本のテーブルウェア

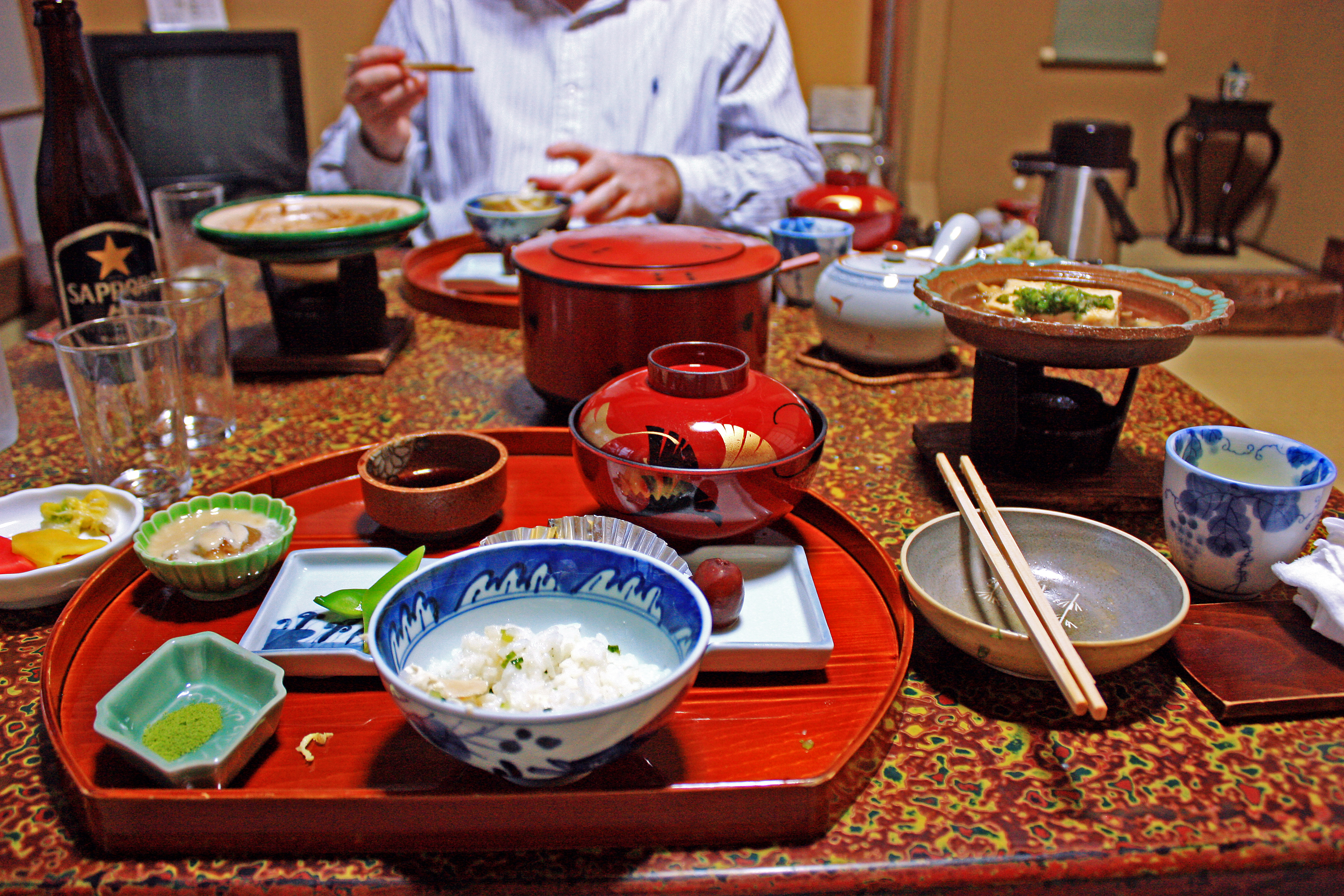
和食の食器一式

日本の陶磁器の食器は数世紀に渡って生産されている。ひと揃いで生産、販売されることが多い西洋諸国と異なり、日本では供される料理の種類に必要なだけの食器を食卓に並べる。和食は通常一人分が小量であるため、料理と調味料用に使う小さな皿と椀の数種類を一人に配膳することになる。和食の配膳は、食事の外観を強調することにより、部分的に料理の対比を示す。それぞれの茶椀と皿は異なる形状、色、模様である。
配膳位置

和食一人向けの基本的配膳は次の通り。
- 麺どんぶり
- ご飯茶椀
- 汁椀
- 2つまたは3つの直径3 in (76 mm)から5 in (130 mm)の浅皿
- 2つまたは3つの直径3 in (76 mm)から5 in (130 mm)、深さ1 in (25 mm)から3 in (76 mm)の小鉢
- 正方形または長方形の皿、魚料理用
- 3つの直径3 in (76 mm)から5 in (130 mm)の皿、調味料用
- 竹簾付き蕎麦皿
- ソース皿
- 箸と箸置き

1回の食事にすべての皿と椀が必要ではない。ご飯茶椀、汁椀、2つか3つのおかず用小皿、2つか3つの調味料用皿が一人向けの通常の組合わせである。様々な配膳椀と大皿もまた、典型的な食卓で使われ、醤油さし、天ぷらつゆや他のソース入れ、急須と茶椀、茶托もまた配膳される。

### エチオピアのテーブルウェア

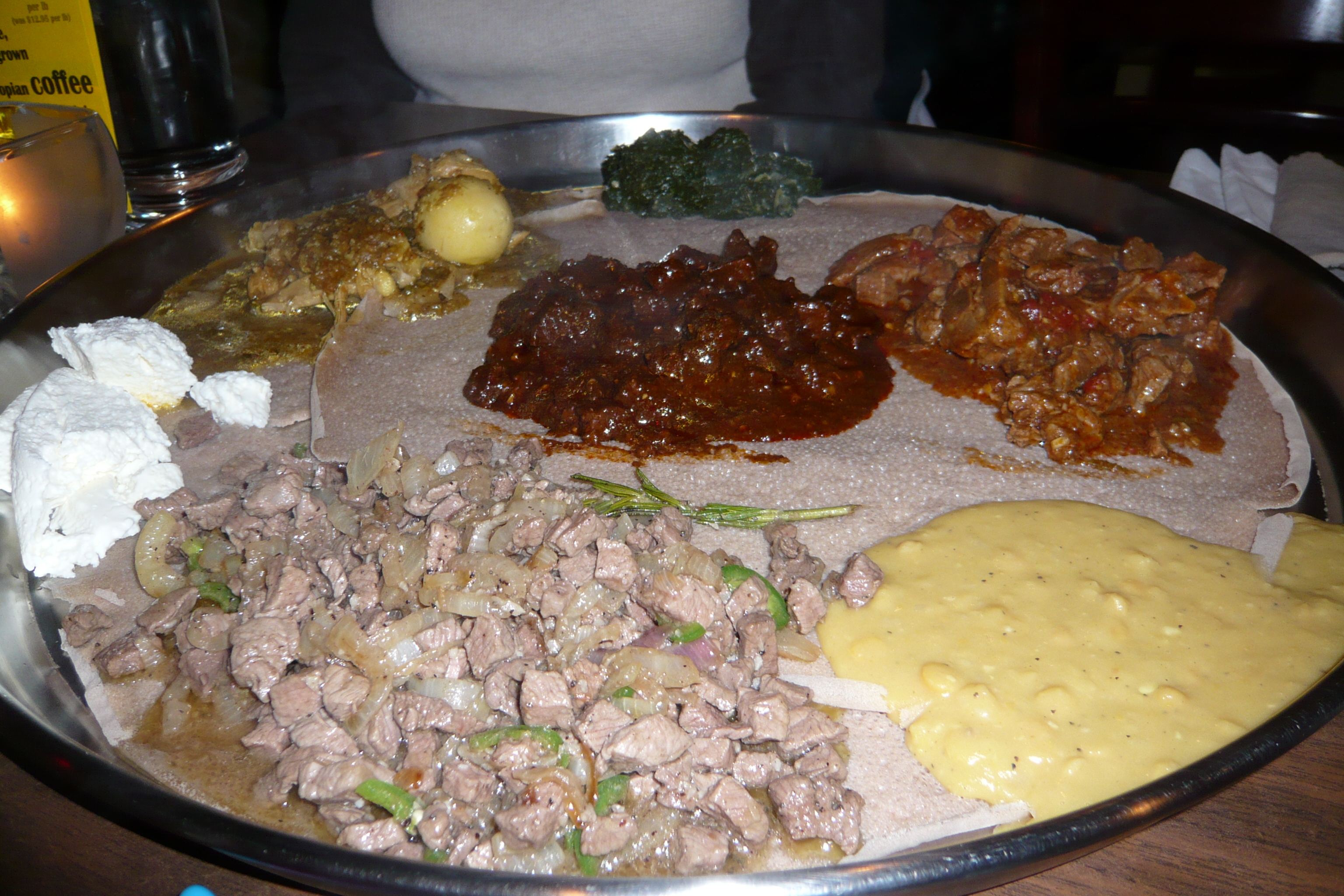
エチオピアの食事の配膳

エチオピアの食事は、正餐の前に手を洗う際、食卓に座っている間、食事の終わりに食卓でコーヒーを飲むとき、様々な儀式がある 。食事の間、客はテフで作ったフラットブレッドを切り分けたインジェラが供される。ヨーロッパ中世以前のトレンチャーと同様に、インジェラ自体が皿の役割をする。通常すりつぶしまたはピュレにした小量の料理が食卓に供され、客はインジェラですくって食べる。

## デザイナーと工房

### 著名なデザイナー
| - Clarice Cliff、英国 - スージー・クーパー（Susie Cooper）、英国 - Rupert Deese、Franciscan Ceramics、米国 - Edith Heath、米国 - レイモンド・ローウィ、米国 - Frederick Hurten Rhead、Homer Laughlin、米国 - Ben Seibel、Iroquois ChinaおよびRoseville Modern Stoneware、米国 | - ティモ・サルパネヴァ（Timo Sarpaneva）、フィンランド - Dorothy Thorpe、米国 - ヴィヨルン・ヴィンブラッド、Rosenthal Porcelain Manufacture、デンマーク - スーザン・ウィリアム＝エリス（Susan Williams-Ellis）、Portmeirion Pottery、米国 - タピオ・ヴィルカラ、フィンランド - Russel Wright、Iroquois ChinaおよびSteubenville China、米国 - エヴァ・ザイゼル、The Hall China Company、Red Wing Pottery、Castleton China、米国 |

### 陶磁器
18世紀終わりから19世紀初頭にかけ、ヨーロッパの陶磁器メーカー (Porcelain manufacturing companies in Europe) が生まれ、現在も陶磁器を生産している。19世紀の間、大量のテーブルウェアをアメリカ合衆国に輸出し、現在も海外に輸出し続けている。アメリカ合衆国の陶磁器は19世紀中頃から終わりにかけて生まれた。
| - Castleton China、米国 - Denby Pottery Company、英国 - Faiencerie de Gien、フランス - Fitz And Floyd、米国 - Hadley Pottery、米国 - Iroquois China、米国 - Kütahya Porselen、トルコ - Mikasa、米国 | - ノリタケ、日本 - Portmeirion Pottery、米国 - Rosenthal AG、ドイツ - ロイヤルクラウンダービー、英国 - ロイヤルドルトン、英国 - ロイヤルウースター、英国 - スポード、英国 - Steubenville China、米国 - ウェッジウッド、英国 |

### ガラス食器
| - Anchor Hocking、米国 - Arc International、フランス - バカラ、フランス - Christofle、フランス | - Corelle、米国 - Kosta Boda、スウェーデン - ウォーターフォード（Waterford Crystal）、アイルランド |

## ギャラリー
- アイスクリーム皿、ヘイズ政権のアイスクリームプレート、 White House china。
- Blanche、Gertrud Lönegrenデザイン、スウェーデン。
- Hors d-Oeuvre皿, カイ・フランクデザイン、フィンランド。
- Dragonware、Barbara Flügel陶器、ドイツ。
- 18世紀から19世紀の銀食器一式、ワルシャワ王宮 (Royal Castle, Warsaw)

## 博物館収蔵
- Zunfthaus zur Meisen、チューリッヒ
- ダラス美術館